# Tanja
Tanja ist ein weiblicher Vorname.

## Herkunft und Verbreitung
Tanja ist eine russische Koseform von Tatjana. Als Verniedlichung sind im russischen Sprachraum auch Tanjusch(k)a oder Tanjetschka gebräuchlich.
Im deutschen Sprachraum ist Tanja ein Vorname, der vor allem in den 1970er Jahren vergeben wurde, er war in Westdeutschland von 1969 bis 1977 durchgehend einer der zehn beliebtesten Vornamen. Noch 1960 war dieser Vorname in Deutschland fast unbekannt, seit Mitte der 1980er Jahre hat die Beliebtheit wieder stark nachgelassen. In der DDR wurde der Vorname Tanja nur sehr selten vergeben.

## Namenstag
12. Januar

## Varianten
- Tania
- Tanija
- Tanya
- Tanni

## Namensträgerinnen
- Tanja Becker-Bender (* 1978), deutsche Violinistin
- Tanja Berg (* 1941), deutsche Schlagersängerin
- Tanja Bruske (* 1978), deutsche Autorin und Journalistin
- Tanja Bulanowa (* 1969), russische Popsängerin
- Tanja Cissé (* 1980), liechtensteinische Politikerin (VU) und Radiomoderatorin
- Tanja Coblenzer (* 1985), deutsche Fußballspielerin
- Tanja Damaske (* 1971), deutsche Leichtathletin
- Tanja Dangalakowa (* 1964), bulgarische Schwimmerin
- Tanja Dückers (* 1968), deutsche Schriftstellerin und Journalistin
- Tanja Frank (* 1993), österreichische Seglerin
- Tanja Frieden (* 1976), Schweizer Snowboarderin
- Tanja Geke (* 1971), deutsche Schauspielerin, Sängerin und Synchronsprecherin
- Tanja Ghetta (* 1973), österreichische Schauspielerin und Kabarettistin
- Tanja Gonggrijp (* 1976), niederländische Diplomatin
- Tanja Gönner (* 1969), deutsche Politikerin
- Tanja Gutmann (* 1977), Miss Schweiz 1997
- Tanja Hart (* 1974), deutsche Volleyballspielerin
- Tanja Gisela Hewer, bekannt als Michelle (* 1972), deutsche Schlagersängerin
- Tanja Jonak (* 1970), deutsche Schlagersängerin
- Tanja Kinkel (* 1969), deutsche Schriftstellerin
- Tanja Kolbe (* 1990), deutsche Eistänzerin
- Tanja Kreil (* 1977), erstritt vor dem EuGH das Recht auf den Waffendienst für Frauen
- Tanja Lange (* 1975), deutsche Mathematikerin und Hochschullehrerin
- Tanja Lasch (* 1975), deutsche Schlagersängerin
- Tanja Mairhofer (* 1976), österreichische Fernsehmoderatorin und Schauspielerin
- Tanja May (* 1947), deutsche Schlagersängerin
- Tanja May (* 1973), deutsche Journalistin
- Tanja Meyer (* 1973), deutsche Politikerin (Grüne)
- Tanja Morel (* 1975), Schweizer Skeletonpilotin
- Tanja Münzinger (* 1971), deutsche Judoka, Vize-Europameisterin
- Tanja Nolte-Berndel, Pseudonym von Günter Freiherr von Gravenreuth (1948–2010), deutscher Rechtsanwalt und Verleger
- Tanja Odermatt (* 1997), Schweizer Eiskunstläuferin
- Tanja Ostojić (* 1972), serbische Performance-Künstlerin
- Tanja Padutsch (* 1993), deutsche Handballspielerin
- Tanja Paulitz (* 1966), deutsche Sachbuchautorin und Professorin
- Tanja Pavel (1972–2022), deutsche Politikerin (CDU)
- Tanja Pawollek (* 1999), deutsche Fußballspielerin
- Tanja Poutiainen (* 1980), finnische Skirennläuferin
- Tanja Rastetter (* 1971), deutsche Fußballspielerin und -trainerin
- Tanja Ribič (* 1968), slowenische Sängerin und Schauspielerin
- Tanja Rübcke (* 1969), deutsche Schlagersängerin und Musicaldarstellerin
- Tanja Sawitschewa (1930–1944), russische Schülerin, die im Zweiten Weltkrieg ein Tagebuch führte
- Tanja Scheer (* 1964), deutsche Althistorikerin
- Tanja Schneider (* 1974), österreichische Skirennläuferin
- Tanja Schumann (* 1962), deutsche Schauspielerin
- Tanja Stadler (* 1981), deutsch-schweizerische Mathematikerin und Biostatistikerin
- Tanja Stelzer (* 1970), deutsche Journalistin
- Tanja Szewczenko (* 1977), deutsche Eiskunstläuferin und Schauspielerin
- Tanja Tischewitsch (* 1989), deutsche Reality-TV-Teilnehmerin
- Tanja Tuma (* 1964), slowenische Schriftstellerin und Verlegerin
- Tanja Vreden (* 1977), deutsche Fußballspielerin
- Tanja Wedhorn (* 1971), deutsche Schauspielerin
- Tanja Wenzel (* 1978), deutsche Schauspielerin
- Tanja Wielgoß (* 1972), deutsche Managerin
- Tanja Wörle (* 1980), deutsche Fußballspielerin